# Škrjanče, Ivančna Gorica
Škrjanče este o localitate din comuna Ivančna Gorica, Slovenia, cu o populație de 54 de locuitori.